# Liste der Bodendenkmäler in Hergensweiler
Auf dieser Seite sind die Bodendenkmäler in der schwäbischen Gemeinde Hergensweiler zusammengestellt. Diese Tabelle ist eine Teilliste der Liste der Bodendenkmäler in Bayern. Grundlage ist die Bayerische Denkmalliste, die auf Basis des Bayerischen Denkmalschutzgesetzes vom 1. Oktober 1973 erstmals erstellt wurde und seither durch das Bayerische Landesamt für Denkmalpflege geführt wird. Die folgenden Angaben ersetzen nicht die rechtsverbindliche Auskunft der Denkmalschutzbehörde.

## Bodendenkmäler in Hergensweiler
| Lage                                   | Objekt                                                                                               | Akten-Nr.     | Bild           |
| -------------------------------------- | --- | ------------- | -------------- |
| Mollenberg „Schloßbühl“ (Standort)     | Burgstall Schlossbühl→Mittelalterlicher Burgstall.                                                   | D-7-8324-0001 |                |
| Hergensweiler Dorfstraße 13 (Standort) | Mittelalterliche und frühneuzeitliche Befunde im Bereich der katholischen Pfarrkirche St. Ambrosius. | D-7-8324-0012 | weitere Bilder |